# Porsche 930
Der Porsche 930, besser bekannt als Porsche 911 Turbo, ist ein Sportwagen, der von 1974 bis 1989 auf Basis des Porsche 911 produziert wurde.
Bei seiner Einführung war das Fahrzeug der schnellste in Deutschland in Serie hergestellte Sportwagen. Der 930 war der erste Seriensportwagen, in den Porsche einen Turbolader einbaute. Er war das Spitzenmodell von Porsche, das zunächst nur als Coupé, ab 1987 auch in den Karosserieversionen Targa und Cabriolet angeboten wurde.
Die verwandten Rennsportmodelle Porsche 934 und Porsche 935 wurden erfolgreich in den Gruppen 4 und 5 der Sportwagen-Weltmeisterschaft und auch in der Division 1 der Deutschen Rennsport-Meisterschaft eingesetzt.

## Allgemeines
Für die ab 1976 gültige Gruppe 4 der Sportwagen-Weltmeisterschaft plante Porsche einen Leichtbau-911er. Dieser Rennwagen sollte den mit einem Turbolader ausgerüsteten Sechszylinder-Boxermotor des Porsche 911 Carrera RS 3.0 erhalten.
Kurzfristige Änderungen der FIA im Reglement, bei denen das Fahrzeug-Mindestgewicht angehoben wurde, reduzierten die Gewinnchancen des zukünftigen Rennwagens. Daher stoppte Porsche die Weiterentwicklung an dem Fahrzeug.
Die mit der Rennwagenentwicklung gewonnene Erfahrung beim Turbomotorenbau nutzte Porsche, um einen Sportwagen zu konstruieren, der an die Konkurrenz von Ferrari und Lamborghini heranreichte. Der Wagen sollte als Topmodell mit dem Design, der Motorleistung und der Ausstattung diese Lücke schließen. Wegen seiner vielen, speziell beim Motor, umfassenden Änderungen gegenüber den Standard-911ern erhielt der Wagen mit der 930 eine eigenständige Typennummer.

### Design

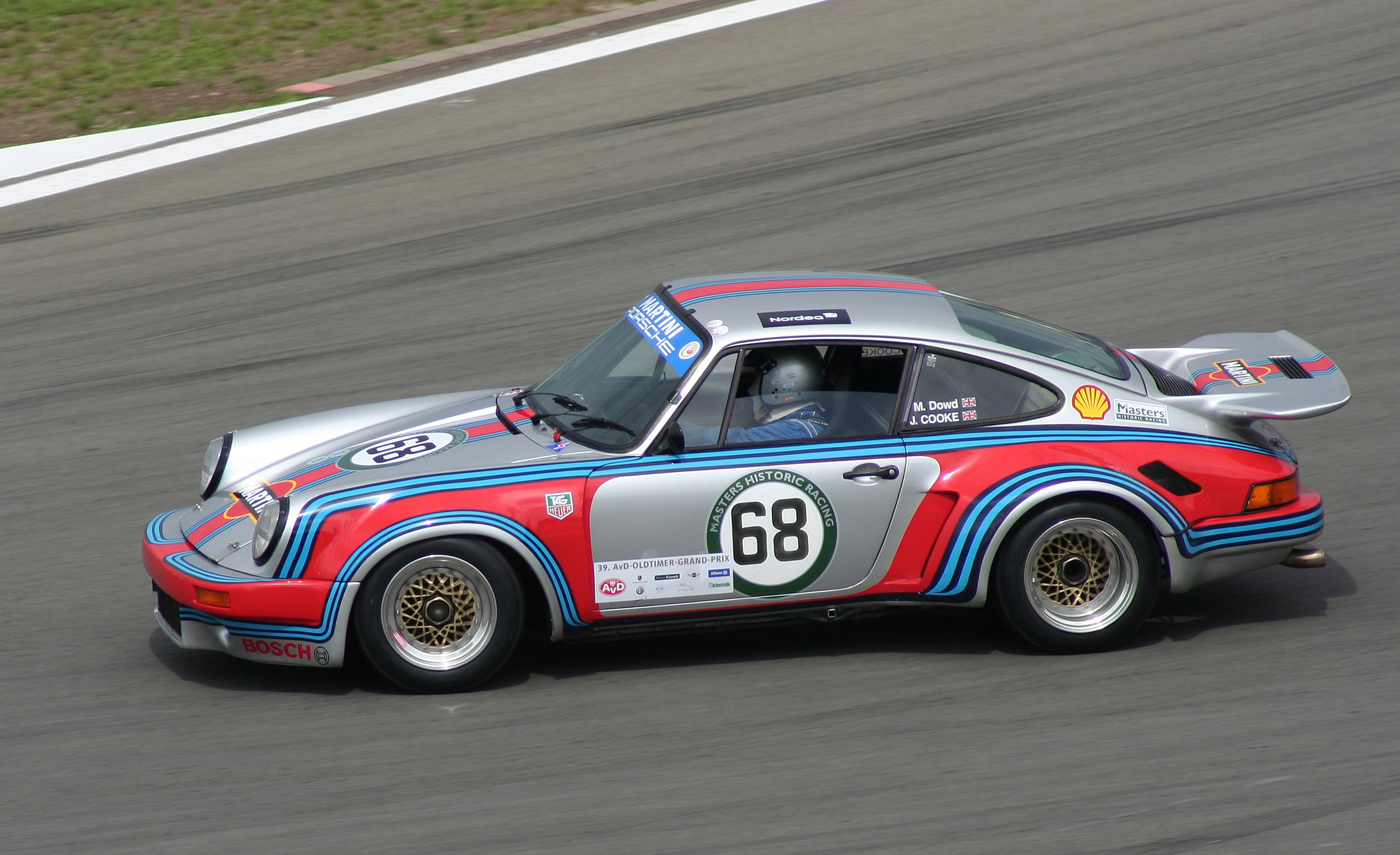
Das Design des Porsche 911 Carrera RS 3.0 war die Grundlage für den Porsche 930. Hier als RSR-Variante im Renneinsatz

Viele Designelemente des 911 Turbo wurden vom 911 Carrera RS 3.0 übernommen. Dazu gehörten die gegenüber den 911 Carrera RS 2.7 nochmals um rund 50 mm verbreiterten vorderen und hinteren Kotflügel, die notwendig waren, um Breitreifen auf den Leichtmetall-Fuchsfelgen unter der Karosserie unterzubringen. Um den Auftrieb an der Vorder- und Hinterachse zu reduzieren und die Fahrstabilität bei höheren Geschwindigkeiten zu erhöhen, erhielt der Wagen einen Front- und Heckspoiler. Der große und flache Heckspoiler ähnelte einer Walschwanzflosse und wurde das Haupterkennungsmerkmal des Sportwagens.

### Technik
Mit dem 3-Liter-Sechszylinder-Boxermotor des Carrera RS 3.0 hatte Porsche die damals wirtschaftlich sinnvollen Entwicklungsmöglichkeiten des Saugmotors ausgeschöpft. 1962 hatte bereits GM einen Abgasturbolader in ein Serienfahrzeug eingebaut, den Oldsmobile Turbo Jetfire.
Die Idee, in einem Porsche-Seriensportwagen einen Motor mit Turbolader einzusetzen, stammte vom damaligen Vorstandsvorsitzenden Ernst Fuhrmann.
Kernstück des Fahrzeugs war der 3-Liter-Motor aus dem Carrera RS 3.0, in dessen Abgastrakt ein KKK-Turbolader eingebaut wurde (Motor-Typ 930/50). Bei Nennleistung des Motors lief der Turbo mit einer Drehzahl von 90 000/min und erzeugte einen Ladedruck von 0,8 bar Überdruck. Die verdichtete Luft wurde zusammen mit dem Kraftstoff in die Brennräume gedrückt und ermöglichte eine maximale Motorleistung von 191 kW (260 PS) bei 5500/min. Um ein Klopfen des Motors bei hoher Last zu vermeiden, hatte er ein geringes Verdichtungsverhältnis von 6,5 : 1. Zur Begrenzung des Ladedrucks und damit der Motorbelastung wurde ein sogenannter Abgas-Bypass eingesetzt, der bei einem Ladedruck von 0,8 bar Überdruck öffnete, sodass dieser Höchstwert nicht überschritten werden konnte. Der Motor war auf Alltagstauglichkeit hin ausgelegt, der Umfang der möglichen Reserven lässt sich am Leistung-Hubraum-Verhältnis von 63,9 kW/l in Relation zu den Rennausführungen mit bis zu knapp 200 kW/l erkennen. Die Energiedichte lag über den gesamten Drehzahlbereich oberhalb der des 911/83 Carrera-Motors, und auch bei 2000/min lag noch eine annehmbare Leistung von etwa 50 kW an.
Wegen der Motorleistung musste das Fahrwerk des Turbo gegenüber den Saugmotormodellen angepasst werden. Die vorderen und hinteren Radaufhängungen stammten von der Carrera-Rennversion, die Radlager vom Porsche 917. Die Hinterachslenker aus Aluminium waren eine Neuentwicklung.
Vorn wurden 19-mm- und hinten 26-mm-Federstäbe mit Bilstein-Gasdruckstoßdämpfern eingebaut. Um bei Kurveneinfahrten die Seitenneigung zu minimieren, baute Porsche an der Vorder- und Hinterachse jeweils Stabilisatoren mit einem Durchmesser von 18 mm ein.

### Außenlackierungen
Für den Porsche 930 wurden seit seiner Einführung über die Jahre verschiedene Lackierungen angeboten. Neben den aufpreisfreien Serien-Unilacken gab es Metalliclackierungen, sogenannte Sonderfarben.
| Uni-Lackierungen 1       |                             |                          |                       |                         |
| schwarz (1975–1989)      | grand prix weiß (1975–1989) | indischrot (1979–1989)   | arrowblau (1975–1980) | talbotgelb (1975–1981)  |
| moccaschwarz (1979–1982) | kaschmirbeige (1977–1980)   | cockneybraun (1975–1980) | flieder (1975–1980)   | olivgrün (1977–1980)    |
| Metallic-Lackierungen 1  |                             |                          |                       |                         |
| silber (1975–1980)       | minervablau (1976–1980)     | petrolblau (1977–1980)   | lindgrün (1977–1980)  | braunkupfer (1976–1980) |
| schwarz (1979–1981)      | hellblau (1979–1982)        | tabac (1978–1980)        | oakgrün (1977–1989)   | opal (1978–1980)        |

## Modellentwicklung

### 911 Turbo 3.0Typ 930(1974–1977)

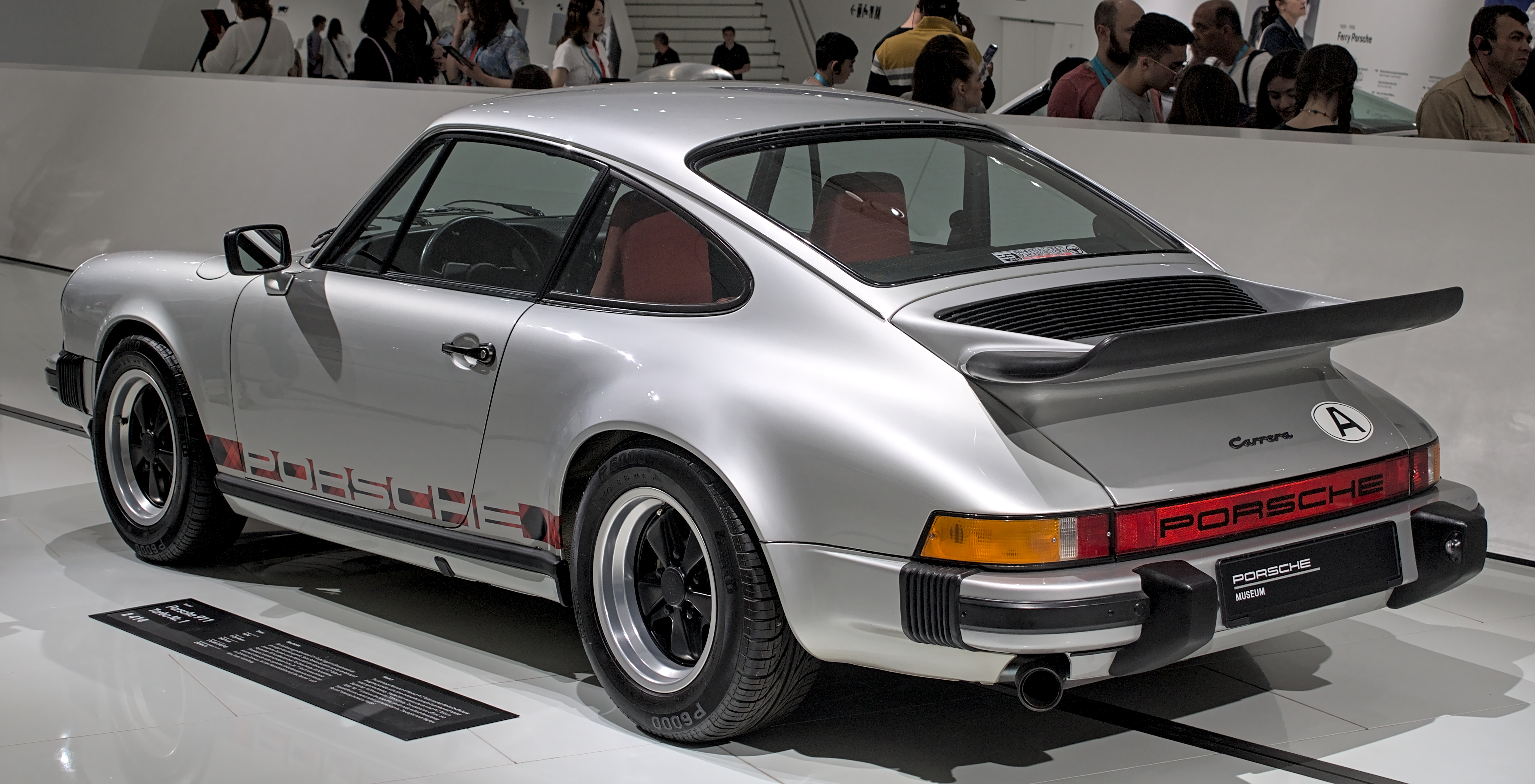
Porsche 911 Turbo Nr. 1 im Porsche-Museum

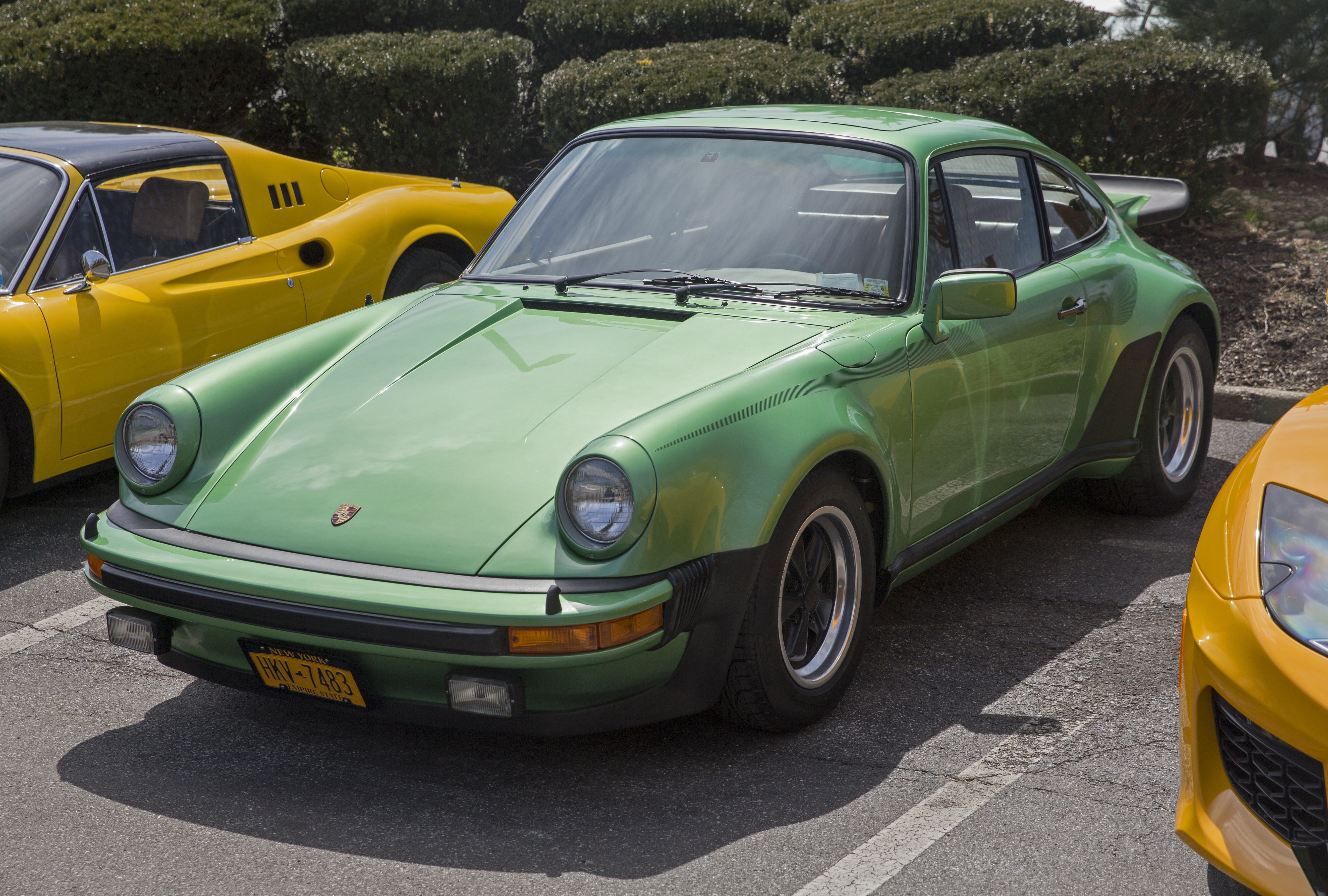
Porsche 911 Turbo 3.0

Der Porsche 911 Turbo wurde im Oktober 1974 auf dem Pariser Automobil-Salon dem Publikum vorgestellt.
Der neue Sportwagen fiel mit seinem an Rennwagen angelehnten Karosseriedesign und dem mit einem Abgasturbolader ausgestatteten 3-Liter-Boxermotor auf. Obwohl sich die Automobilindustrie zu dem Zeitpunkt noch nicht von der Ölkrise erholt hatte, erhielt der Wagen eine positive Kritik.
Das erste Turbo-Modell schenkte Ferry Porsche seiner Schwester Louise Piëch am 29. August 1974 zu ihrem 70. Geburtstag. Dieser 911 Turbo Nr. 1 hat zwar schon den großen Heckspoiler des späteren Serienmodells, aber noch die schmalere Karosserie des Carrera, dessen Schriftzug am Heck nicht entfernt wurde. Zudem hat der 911 Turbo Nr. 1 nur einen aufgeladenen 2,7-Liter-Boxermotor mit 177 kW (240 PS) statt des später verbauten 3,0-Liter-Boxermotors.
Der Motor leistete bei 5500/min dank der Turboaufladung 191 kW (260 PS). Im Unterschied zu den Renn- und Serien-Fahrzeugen des 917/30 und BMW 2002 turbo konnte Porsche den Kraftstoffverbrauch für den damaligen Stand der Technik durch eine Bosch-K-Jetronic-Gemischaufbereitung und kontaktlose Zündanlage trotz der großen Motorleistung relativ niedrig halten. Der bei Turbomotoren potenziell günstige Drehmomentverlauf zeigte sich auch an diesem Motor, sodass trotz des großen Geschwindigkeitsbereichs ein 4-Gang-Getriebe (manuell geschaltet und an die größere Motorleistung angepasst) verwendet werden konnte. Auch bei 2000/min im Stadtverkehr stand dabei noch ausreichend Leistung zur Verfügung. Die Höchstgeschwindigkeit von 250 km/h wurde bei 6000/min erreicht. Für die Beschleunigung von null auf 100 km/h benötigte der Wagen 5,5 Sekunden.

Mit den ersten 1975 ausgelieferten Fahrzeugen erwarben die Kunden ein sehr exklusives und luxuriös ausgestattetes Auto. Der in den Anfangsjahren ausschließlich als Coupé angebotene Sportwagen hatte einen Grundpreis von 65.800 DM und war damit rund 17.000 DM teurer als beispielsweise ein Ferrari 308 GT 4. Für den Preis erhielten die Kunden ein umfangreich ausgestattetes Fahrzeug. Die Scheibenrahmen und die Zierleisten waren mattschwarz eloxiert, die Scheinwerferringe und der Außenspiegel waren in der Wagenfarbe lackiert und unterstrichen den sportlichen Charakter des 911 Turbos. Zum Standard gehörte eine Metalliclackierung, die kostenfrei bei der Bestellung in eine beliebige andere Farbe getauscht werden konnte.
Serienmäßig wurde der Wagen mit 185/70-VR-15-Reifen auf 7J×15-Felgen vorne und 215/60-VR-15-Reifen auf 8J×15-Felgen hinten ausgeliefert. Als Sonderwunsch konnten stattdessen Reifen mit 205/50 VR 15 vorne und 225/50 VR 15 hinten auf gleicher Felgenbreite bestellt werden. Die Scheiben waren rundum grün getönt, und die Heck- und Windschutzscheibe konnten beheizt werden.
Der Heckscheibenwischer, der Wischintervallschalter für die Frontscheibenwischer und die Scheinwerferreinigungsanlage sorgten für klare Sicht und erhöhten die Fahrsicherheit. Um das Reisen mit dem Porsche so angenehm wie möglich zu gestalten, hatte der Wagen eine automatisch regulierte Heizung, elektrische Fensterheber und elektrisch verstellbare Vordersitze. Auf Wunsch war eine Klimaanlage (Kälteanlage) für 2400 DM erhältlich.
Die Innenausstattung bestand aus einer Leder-Stoff-Kombination der Vorder- und Rücksitze und Türverkleidungen. Als weiteres Unterscheidungsmerkmal zu den 911ern mit Saugmotor hatte der 930 auf der linken Rückseite der Rücksitzlehne einen eingestickten „Turbo“-Schriftzug. Serienmäßig war ein Dreispeichen-Lederlenkrad. Dahinter befanden sich wie im 911 üblich die fünf Rundinstrumente mit Kraftstoff- und Ölstandsanzeige, Temperatur- und Öldruckanzeige, Drehzahlmesser mit Ladedruckanzeige (ab 1977), Geschwindigkeits- und Kilometerstandsanzeige und analoger Quarzuhr.
1976 wurde der Turbo wie alle anderen Porsche-Modelle aus feuerverzinkten Stahlblechen gefertigt und eine Garantie von sechs Jahren gegen Durchrostung der Bodengruppe gegeben. Der Ausstattungsumfang wurde um elektrisch verstellbare und beheizbare Außenspiegel erweitert. Die Räder mit den Pirelli-P7-Reifen mit 205/50 VR 15 vorne und 225/50 VR 15 hinten auf geschmiedeten Leichtmetallfelgen der Dimensionen 7J × 15 vorne und 8J × 15 hinten gehörten nun zur Serienausstattung.
Der Turbo wurde in dem Jahr erstmals in den USA und in Kanada verkauft, wegen schärferer Abgasvorschriften jedoch mit einer etwas geringeren Motorleistung von 180 kW (245 PS). Der Porsche Turbo erfreute sich bei seiner Markteinführung in den USA und in Kanada großer Beliebtheit. 1976 wurden bereits 520 Exemplare des 911 Turbo in die USA exportiert.
In seinem letzten Produktionsjahr erfuhr der 930 mehrere technische Verbesserungen und Aufwertungen. Die zwei Kraftstoffpumpen wurden durch verbesserte Versionen ersetzt. Der Kraftstoff-Filter und der Kraftstoff-Druckspeicher wurden ebenfalls geändert. An der Vorderachse erhielt er statt eines Stabilisators mit 18 mm nun einen Stabilisator mit 20 mm Durchmesser, wodurch die Fahrstabilität weiter erhöht wurde. Der Wagen hatte 1977 serienmäßig 205/55-VR-16-Reifen auf 7J×16-Felgen vorne und 225/50-VR-16-Reifen auf 8J×16-Felgen hinten.
Damit der Fahrer den Ladedruck des Turboladers überwachen konnte, war im Drehzahlmesser ein Druckanzeigegerät eingebaut und für die gestiegenen Komfortwünsche lieferte Porsche serienmäßig eine Kupplungshilfe und einen Bremskraftverstärker. Eine neue Mittelkonsole, die beleuchtete zentrale Lüftungsregulierung und die Warnanzeige für Handbremse und Fahrersicherheitsgurt werteten den Sportwagen weiter auf. Im Innenraum erhielt das Fahrzeug neue Stoffe und außen neue Lackfarben zur Auswahl.
Die Kombination aus Luxus und Leistung, die der 911 Turbo 3.0 bot, begeisterte mehr Käufer, als Porsche erwartet hatte. Für die ursprünglich geplante Homologation als Gruppe-4-Fahrzeug in der Sportwagen-Weltmeisterschaft hätten bis 1976 insgesamt 400 Fahrzeuge produziert werden müssen. Statt der als Kleinserie geplanten 1000 Exemplare wurden bis Ende 1977 letztlich 2876 Fahrzeuge gebaut. Im Folgejahr löste das leistungsstärkere Nachfolgemodell Porsche 911 Turbo 3.3 den Wagen ab.

### 911 Turbo 3.3Typ 930(1978–1989)

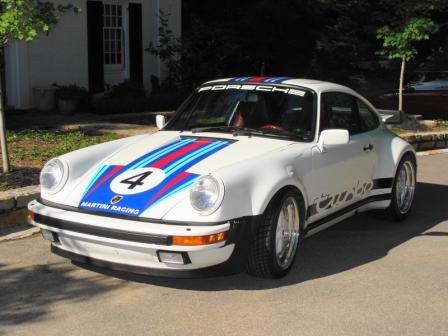
Porsche 911 Turbo 3.3 Coupé (US-Ausführung ab 1984)

Trotz der hohen Motorleistung, die der 911 Turbo 3.0 bot, wünschten sich viele Kunden einen noch leistungsstärkeren 911er-Sportwagen. Porsche reagierte und entwickelte 1977 auf Basis des ersten Turbos ein leistungsfähigeres Fahrzeug. Der neue 911 Turbo 3.3 genannte Wagen leistete 221 kW (300 PS) bei einer Drehzahl von 5500/min. Erreicht wurde dies durch die Vergrößerung des Hubraums von drei auf 3,3 Liter, eine Erhöhung der Verdichtung des Sechszylinderboxermotors auf 7 : 1 und den zusätzlichen Einsatz eines Ladeluftkühlers. Durch den erstmals bei einem Serienfahrzeug eingesetzten Ladeluftkühler wurde erreicht, dass bei gleicher Kompression durch den Turbolader mehr Luftmasse in die Zylinder gelangte, denn beim Abkühlen nimmt das spezifische Volumen ab („die Luft zieht sich zusammen“). Gleichzeitig kann wegen der geringeren Temperatur auch die Verdichtung höher sein, denn die Klopfneigung steigt mit der Temperatur des verdichteten Gases. Erst diese verbesserte Innenkühlung ließ eine Erhöhung der Verdichtung zu.
Der neue 930 hatte weiterhin ein Viergangschaltgetriebe, mit dem eine Höchstgeschwindigkeit von 260 km/h und eine Beschleunigung von null auf 100 km/h in 5,3 s zu erreichen war.
Käufer in den USA, Kanada und Japan erhielten den Sportwagen wegen der dort schärferen Abgasvorschriften in einer etwas leistungsschwächeren Version mit 195 kW (265 PS).
Äußerlich blieb der Wagen mit seinen vorn und hinten stark verbreiterten Kotflügeln gegenüber dem Vorgängermodell fast unverändert. Lediglich an dem veränderten Heckflügel waren beide Fahrzeuge zu unterscheiden. Ähnelte dieser beim Turbo 3.0 noch einer Walschwanzflosse, hatte der 3,3-Liter-Turbo dagegen einen größeren Heckflügel mit Unterbau, damit der Ladeluftkühler darunter Platz fand. Außerdem war die umlaufende Gummilippe an den Rändern hochgezogen, um so noch mehr Luft in den Motorraum hineinführen zu können.
Serienmäßig war der Turbo mit 205/55-VR-16-Reifen auf 7J×16-Felgen vorne und 225/50-VR-16-Reifen auf 8J×16-Felgen hinten ausgestattet. Die Bremsanlage wurde der gestiegenen Motorleistung angepasst. Die innenbelüfteten und nun gelochten Bremsscheiben waren gegenüber dem 3-Liter-Turbo dicker und mit größeren Belüftungskanälen versehen. Die Vierkolben-Bremssättel aus Aluminium waren vom Porsche 917 abgeleitet und hatten zur besseren Wärmeableitung Kühlrippen.

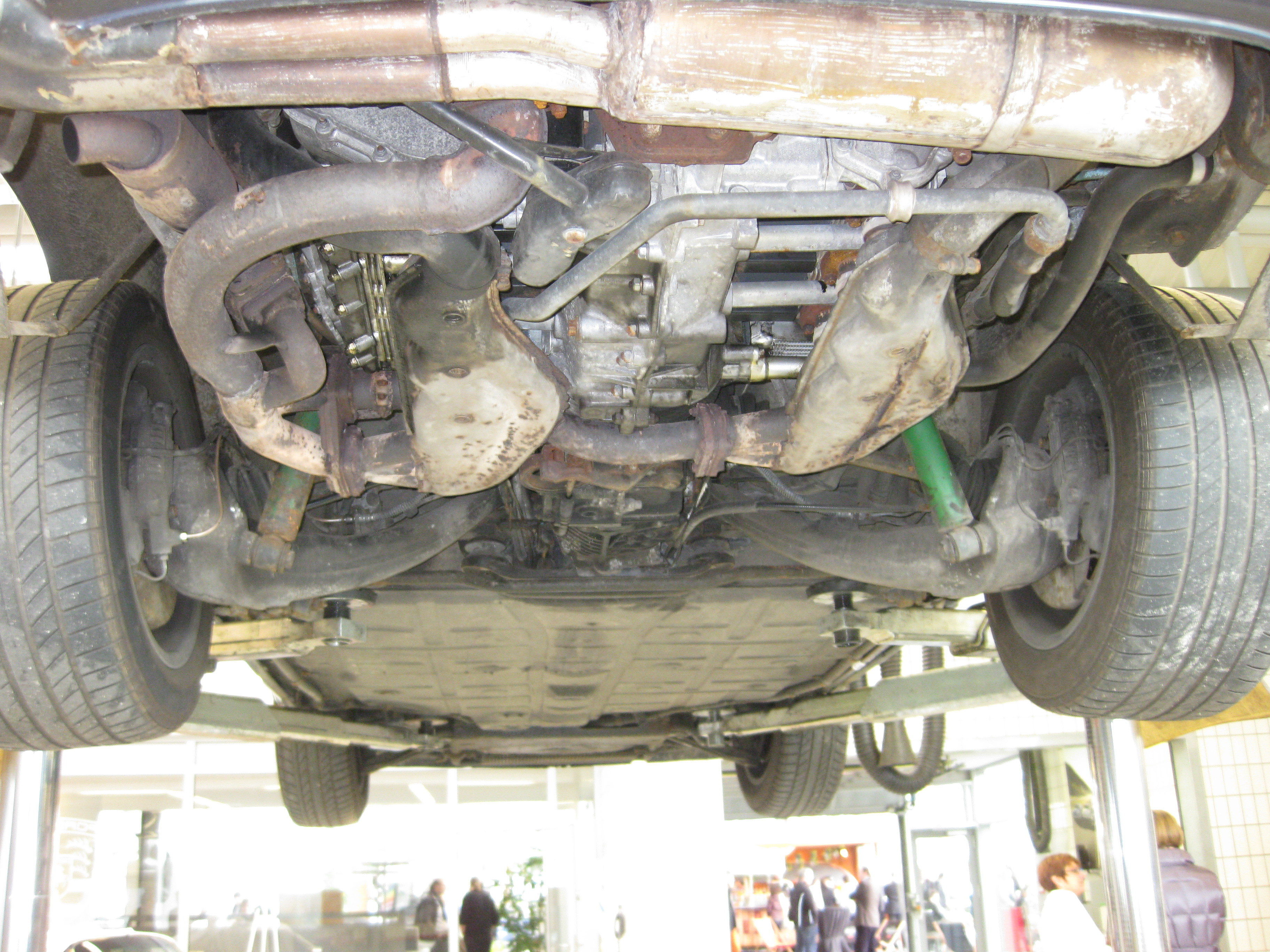
Blick auf den Turbo-Boxermotor mit seinem Doppelendrohr von unten

Die umfangreiche Innenausstattung blieb zum Vorgängermodell unverändert. 1979 erhielt der Turbo eine neue Abgasanlage. Durch den Wechsel von der Einrohr- auf eine Zweirohr-Anlage konnte die maximale Lautstärke von 82 dBA auf 79 dBA gesenkt und der Reisekomfort weiter erhöht werden.
Erst 1982 gab es die nächste umfangreichere technische Veränderung. Der Verbrauch im Stadtverkehr konnte durch eine verbesserte Gemischaufbereitung von 20 Liter auf 15,5 Liter pro 100 km reduziert werden. Daneben baute Porsche ein zusätzliches Gebläse im Fußraum ein, damit die vom Motor aufgeheizte Luft bei Bedarf schneller in den Innenraum gelangte. Um die Qualität der Musikwiedergabe zu erhöhen, wurde das im Standard eingebaute Stereo-Kassettenradio mit einer leistungsstärkeren Verstärkeranlage und vier Lautsprechern ausgestattet. Auf Wunsch waren auch Radios mit Digitalanzeige bestellbar.

In den Jahren 1983 und 1984 wertete Porsche den Wagen mit einer Bremsbelagsverschleißanzeige im Innenraum zur leichteren Kontrolle der Bremsbelagsabnutzung und einer serienmäßigen Zentralverriegelung und Diebstahlsicherung auf. Das Bremsen wurde durch einen geänderten Bremskraftverstärker leichter. Dickere Stabilisatoren, die von 20 mm auf 22 mm vorne und von 18 mm auf 20 mm hinten verstärkt wurden, erhöhten die Fahrstabilität bei Kurveneinfahrten.
Die Nebelscheinwerfer wurden in die Bugschürze integriert.
| Bestellcode | WLS-Ausstattungsoptionen |
| ----------- | --- |
| SOW 020     | 3,3-l-Turbo-Motor Typ 930/60 mit 4-Rohr-Abgasanlage, geändertem Ladeluftkühler und Abgasturbinenlader (ca. 243 kW / 330 PS) |
| SOW 021     | GFK Bugspoiler mit Mittelölkühler                                                                                           |
| SOW 022     | Zusatzölkühler hinter Serienbugspoiler (Nebellampen entfallen)                                                              |
| SOW 023     | Motor auf 4-Rohr-Auspuffanlage umrüsten; Heckabschlussblech und Kotflügelunterteil rechts abändern                          |
| SOW 024     | Heckabschlussblech und Kotflügelunterteil für 4-Rohr-Abgasanlage ändern                                                     |

Ab 1984 hatten die Käufer die Möglichkeit, die Standard-Motorleistung durch eine Werksleistungssteigerung (WLS) um 22 kW (30 PS) anzuheben. Der modifizierte Motor lieferte bei 5750/min jetzt 243 kW (330 PS). Dazu musste unter anderem die Abgasanlage mit links- und rechtsseitig herausgeführten Doppelendrohren versehen und in die Bugschürze ein Ölkühler eingebaut werden. Der Ölkühler konnte als sichtbarer Mittelkühler mit einem geänderten Bugspoiler oder als zusätzlicher versteckter Kühler hinter der Serienbugschürze bei entfallenden Nebelscheinwerfern bestellt werden. Alle Fahrzeuge mit WLS wurden ausschließlich hinten mit der geänderten Räderkombination 245/45 VR 16 auf 9J×16-Felgen anstatt auf 225/50 VR 16 auf 8J×16-Felgen ausgeliefert. Ein Jahr später gehörte diese Fahrzeugbereifung zur Standardausstattung. Die Änderungen konnten nur über das Porsche Sonderwunschprogramm beziehungsweise Porsche Exclusive Programm bestellt werden.

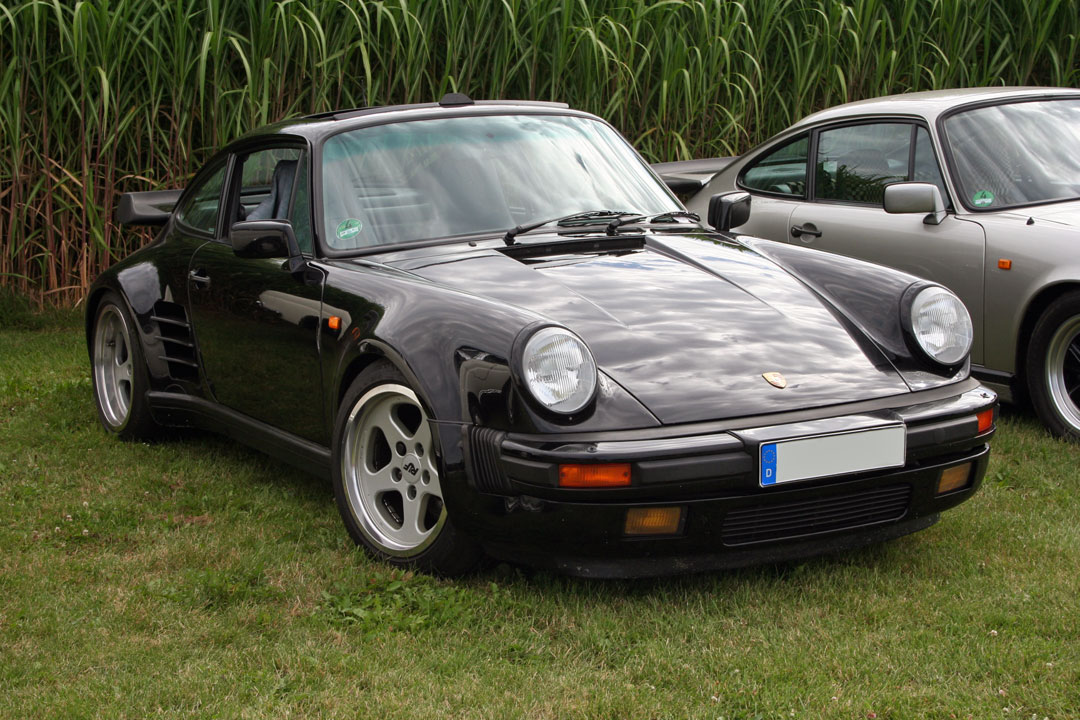
Porsche 911 Turbo als WLS-Version mit entsprechendem Bugspoiler und integriertem Mittelölkühler

Viele Käufer eines 911 mit Saugmotor wünschten sich das Aussehen des Porsche 911 Turbo für ihren Wagen. Dieser Umbau erfolgte von ca. 1981 an nachträglich in der Reparaturabteilung bei Porsche. Ab 1984 konnte der Umbau als Sonderausstattungswunsch direkt ab Werk bestellt werden. Dieser Werksturbolook (WTL) enthielt außer der breiten Karosserie des Turbos auch dessen Fahrwerk mit Bremsanlage.
Eine weitere ausschließlich für den Turbo angebotene Bestelloption war der sogenannte Flachbau, bei dem der 930 speziell die Wagenfrontoptik des Porsche 935-Rennwagens erhalten konnte.
1985 bekamen Käufer eines Turbos einen Wagen, bei dem die Innenausstattung und im Speziellen die Heizung- und Lüfteranlage weiter verbessert wurde. Erkennbar war dies durch die vergrößerten und neu gestalteten Luftaustrittsdüsen im Armaturenbrett. Der an der oberen Kante der Windschutzscheibe gelegene Sensor für die Heizungsregelung wurde von Porsche zwischen Lenkradnabe und Lüftungssteuerung gesetzt.
Die beiden nun verdeckbaren Make-up-Spiegel in den Sonnenblenden und die Intensiv-Scheibenreinigungsanlage sorgten für weiteren Ausstattungskomfort. Das Dreispeichen-Lederlenkrad wurde durch ein neues Vierspeichen-Lederlenkrad mit lederüberzogenem Pralltopf ersetzt.

Ein Jahr später wurde der Sitzkomfort weiter erhöht, indem das Fahrzeug vollelektrische Sitze erhielt, bei denen die Höhen-, Längs- und Lehnenverstellung per Tastendruck seitlich am Sitz verstellt werden konnte. Zusammen mit den bereits ein Jahr zuvor 20 mm heruntergesetzten und in der Längsverstellung erweiterten Vordersitzen war auch für großgewachsene Fahrer ein sehr komfortables Reisen möglich.
Erstmals war das Autoradio-Spitzenmodell Berlin IQR 86 von Blaupunkt in der Serienausstattung enthalten. Neben einer gestiegenen Ausgangsleistung enthielt das Radio eine Diebstahl-Codierung, die nach einem Ausbau erst nach korrekter Codeeingabe das Radio wieder freischaltete.
In den USA, Kanada und Japan wurde eine um 12 kW (17 PS) stärkere Motorvariante ausgeliefert, die 207 kW (282 PS) leistete.

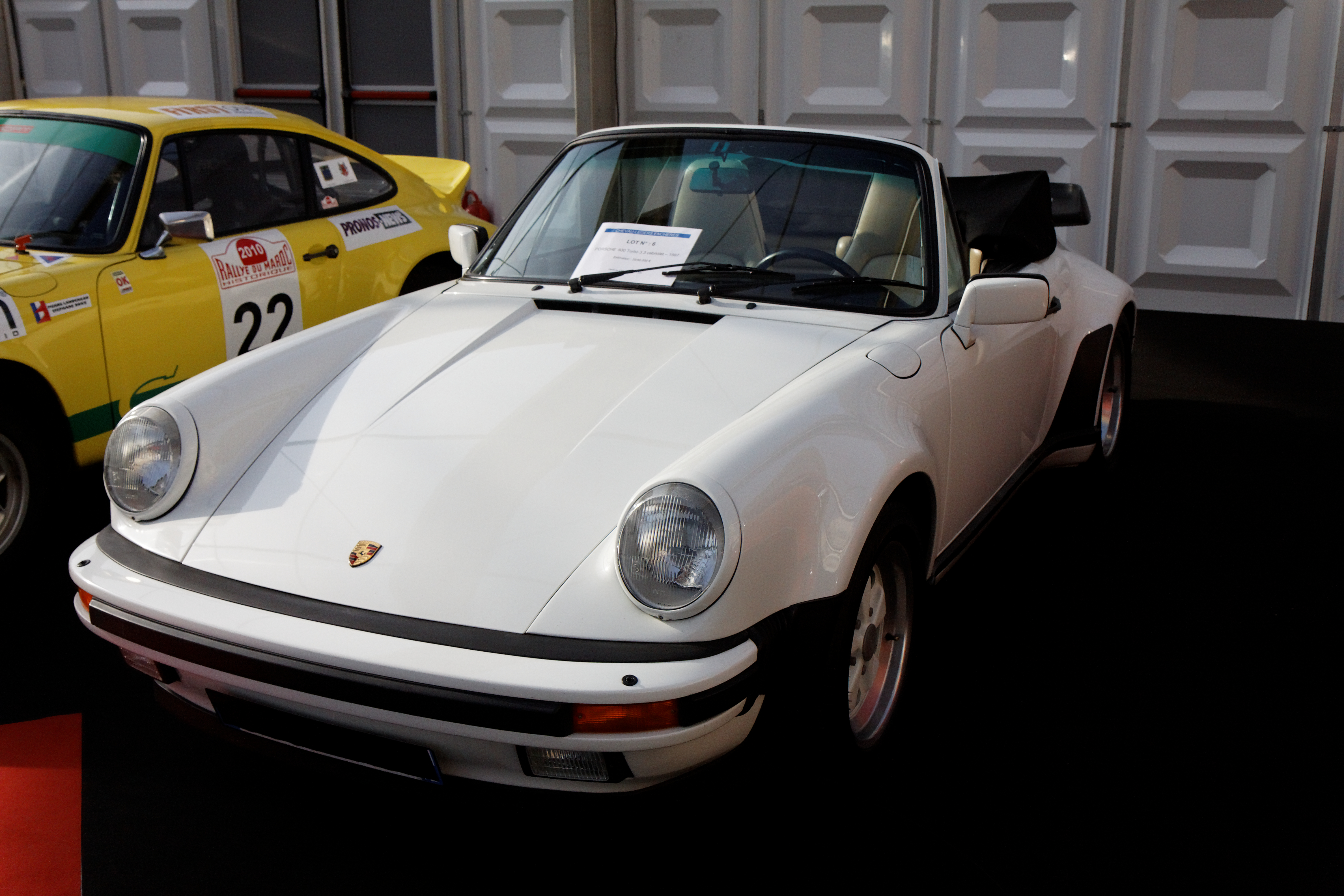
Porsche 911 Turbo 3.3 Cabriolet

Seit seiner Einführung 1974 wurde der Turbo nur in der Coupé-Karosserieversion angeboten. Die beiden Karosserieformen Targa und Cabriolet blieben den 911 mit Saugmotor vorbehalten.
Viele Porsche-Kunden wünschten sich die 1981 auf der IAA in Frankfurt vorgestellte und ab 1983 beim 911 SC verfügbare Cabrio-Karosserie auch für den Turbo. 1987 reagierte Porsche auf die Kundenwünsche und bot den 930 neben dem Coupé auch als Targa und Cabrio an. Das Turbo Cabriolet mit dem serienmäßig betätigten Verdeck war sehr erfolgreich und wurde nach dem Coupé die zweithäufigste verkaufte Bauform.

Da die seit 1981 im Standard enthaltene Nebelschlussleuchte in das Rückstrahlerband integriert wurde, war der „Porsche“-Schriftzug schmaler und statt in schwarz in rot gestaltet worden.
Ein Jahr später gehörten die beidseitig elektrisch verstellbaren und beheizbaren Außenspiegel zur Serienausstattung.
Im Innenraum waren Raffledersitzbezüge und die Vorrüstung für den nachträglichen Einbau eines C-Netz-Autotelefons bestellbar.

1989, im letzten Jahr seiner Auslieferung, erhielt der Porsche 930 erstmals statt des Viergang-Schaltgetriebes ein Fünfgang-Schaltgetriebe mit einer hydraulischen Kupplungsbetätigung. So war ein leichteres Schalten und schnelleres Beschleunigen gegenüber den Vorgängerfahrzeugen möglich. Zusätzlich wurde die Hinterachse mit einem um 1 mm auf 22 mm verstärkten Stabilisator und härter abgestimmten Stoßdämpfern das Fahrverhalten des Wagens weiter verbessert.
Aus Gesundheits- und Umweltschutzgründen waren die Brems- und Kupplungsbeläge sowie die Motor- und Getriebedichtungen aus asbestfreiem Material.
Um das Fahrzeug noch besser gegen Diebstahl zu sichern, enthielt es serienmäßig eine neue Alarmanlage mit Wegfahrsperre, bei der in den Verriegelungsstiften eingebaute blinkende Leuchtdioden den Betrieb anzeigten.

In der Coupé-Version hatte der Turbo einen Grundpreis von 135.000 DM; als Cabrio-Version kostete der Wagen zuletzt ohne Sonderausstattung 156.500 DM.
Nach elf Jahren und 17.381 hergestellten Exemplaren wurde die Produktion des Porsche 911 Turbo 3.3 eingestellt.
Sein Nachfolger wurde der ab 1990 produzierte Porsche 964 Turbo.

### 911 Turbo 3.3 FlachbauTyp 930(1981–1989)

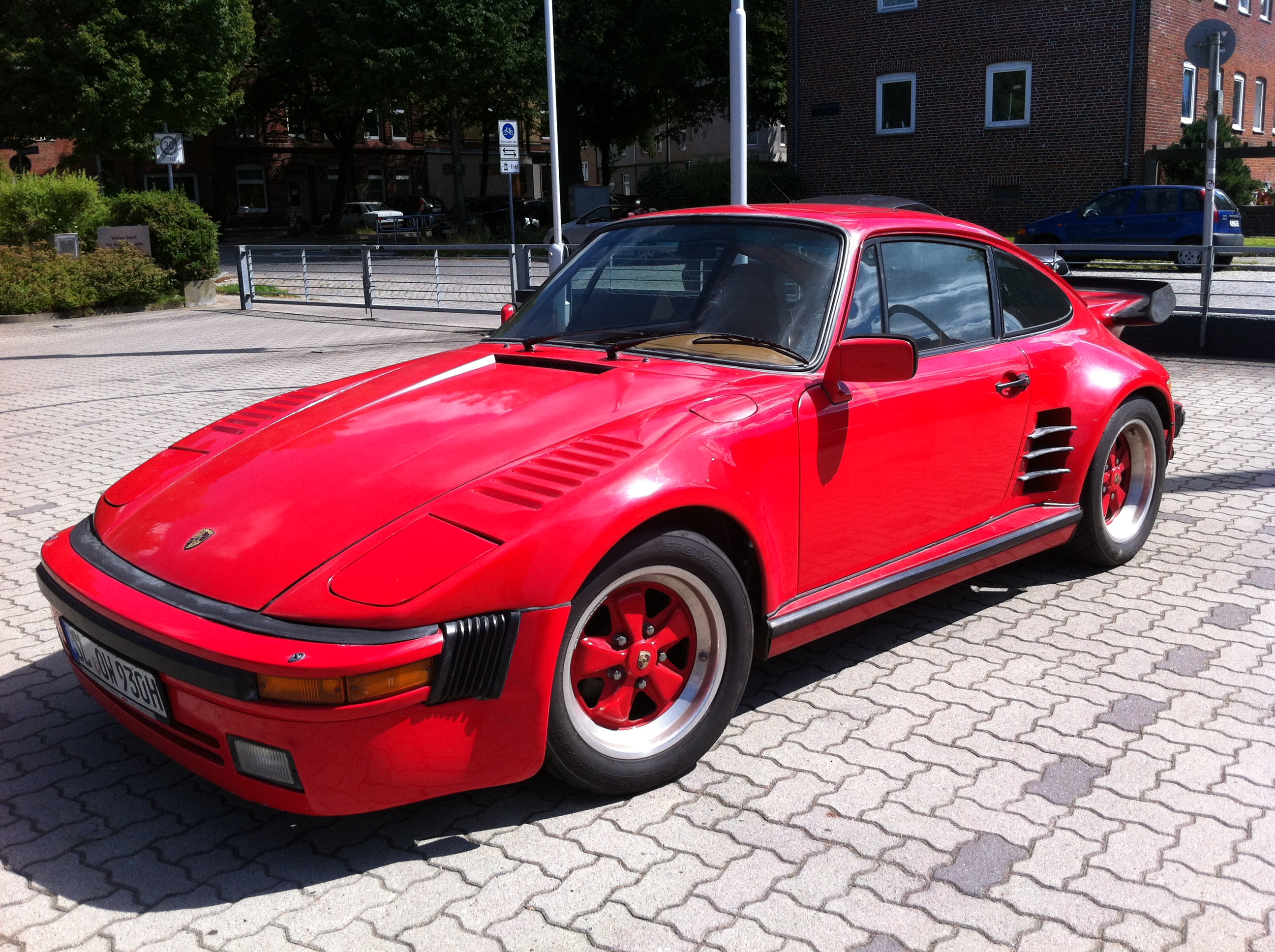
Porsche 911 Turbo 3.3 Flachbau

Anfang der 1980er Jahre waren Umbauten am 930, mit denen er die Frontoptik des Rennwagens Porsche 935 erhielt, besonders in den USA sehr beliebt.
Porsche bot daher ab 1981 eine Flachbau-Umrüstung für die Turbo-Modelle an. Dieser Umbau war nicht als zusätzliche Ausstattung ab Werk lieferbar, sondern wurde über das Sonderwunschprogramm nachträglich in der Porsche-Reparaturabteilung in Handarbeit durchgeführt.
| Bestellcode | Flachbau-Ausstattungsoptionen                                                                                       |
| ----------- | --- |
| SOW 010     | Flachbau mit Klappscheinwerfer und GFK Bugspoiler mit Mittelölkühler für 911 Turbo und alle 911 Turbolook-Varianten |
| SOW 011     | Einstiegsverkleidung (Seitenschwellerverkleidung) links und rechts                                                  |
| SOW 012     | Lufteinlassschächte an den hinteren Kotflügeln                                                                      |
| SOW 013     | Radhausentlüftungen an den vorderen Kotflügeln (nur in Verbindung mit Umbauarbeiten auf Flachbauausführung)         |

Der Umbau bestand aus verschiedenen Elementen, die einzeln bestellt werden mussten. Der vollständige Flachbau-Umbau umfasste die eigentliche flache Wagenfront in 935-Optik mit den in den Kotflügeln eingelassenen Klappscheinwerfern und den in der Bugschürze mittig platzierten Motorölkühler, den Radhausentlüftungen in den vorderen Kotflügeln, den Seitenschwellerverkleidungen und den Lufteinlassöffnungen an den hinteren Kotflügeln.
Anfänglich wurde neben der Wagenfront mit den Klappscheinwerfern auch eine Version angeboten, bei der die Scheinwerfer in dem Bugspoiler integriert waren. In dieser Ausführung stellte die Reparaturabteilung nur 58 Exemplare her.
Von den Umbauten mit Klappscheinwerfern in den Kotflügeln entstanden 204 Fahrzeuge in nachträglicher Handarbeit. Ab 1984 gehörte der Flachbau zur Sonderausstattungsliste. Der Turbo-Flachbau wurde so direkt ab Werk in der regulären Produktion hergestellt, insgesamt 686 Fahrzeuge in Serie innerhalb des Porsche Exclusive Programms.
Die Umbaukosten beliefen sich je nach Umfang des Umbaus 1985 auf bis zu 27.500 DM.
Kombinierten Käufer den Turbo-Flachbau mit einer Leistungssteigerung ab Werk, konnte sich der Kaufpreis des 3,3-Liter-Turbo nahezu verdoppeln.
Da die Umbaukomponenten einzeln auch ohne die flache Front erhältlich waren, wurden viele Fahrzeuge teilweise nur mit den Lufteinlassöffnungen an den hinteren Kotflügeln ohne weitere Karosserieveränderungen bestellt.
Inzwischen gehört ein originaler von Porsche gebauter Turbo-3.3-Flachbau zu den sehr seltenen 911er-Modellen und erreichte 2012 bei gutem bis sehr gutem Erhaltungszustand Preise zwischen 80.000 und 100.000 Euro.

## Technische Daten
Der Porsche 930 wurde mit dieser Porsche-internen Bezeichnung von 1974 bis 1989 in folgenden Ausführungen produziert:
| Porsche 930:                    | 911 Turbo 3.0 | 911 Turbo 3.3 | 911 Turbo 3.3 mit WLS1                                                               |
| ------------------------------- | --- | --- | ------------------------------------------------------------------------------------ |
| Motor:                          | 6-Zylinder-Boxermotor (Viertakt) ein Abgasturbolader | 6-Zylinder-Boxermotor (Viertakt) ein Abgasturbolader mit zusätzlichem Ladeluftkühler                                         | 6-Zylinder-Boxermotor (Viertakt) ein Abgasturbolader mit zusätzlichem Ladeluftkühler |
| Hubraum:                        | 2993 cm³ | 3299 cm³ | 3299 cm³                                                                             |
| Bohrung × Hub:                  | 95,0 × 70,4 mm | 97,0 × 74,4 mm | 97,0 × 74,4 mm                                                                       |
| Leistung bei 1/min:             | 191 kW (260 PS) bei 5500 | 221 kW (300 PS) bei 5500 | 243 kW (330 PS) bei 5750                                                             |
| Max. Drehmoment bei 1/min:      | 343 Nm bei 4000 | 430 Nm bei 4000 | 430 Nm bei 4000                                                                      |
| Verdichtung:                    | 6,5 : 1 | 7,0 : 1 | 7,0 : 1                                                                              |
| Ventilsteuerung:                | OHC (eine Nockenwelle je Zylinderbank), Antrieb durch zwei Rollenketten | OHC (eine Nockenwelle je Zylinderbank), Antrieb durch zwei Rollenketten                                                      | OHC (eine Nockenwelle je Zylinderbank), Antrieb durch zwei Rollenketten              |
| Kühlung:                        | Luftkühlung (Gebläse) | Luftkühlung (Gebläse) | Luftkühlung (Gebläse)                                                                |
| Getriebe:                       | 4-Gang-Getriebe, Hinterradantrieb | 4-Gang-Getriebe, Hinterradantrieb ab Modell 1989 (K-Programm) mit 5-Gang-Getriebe                                            | 4-Gang-Getriebe, Hinterradantrieb ab Modell 1989 (K-Programm) mit 5-Gang-Getriebe    |
| Bremsen:                        | innenbelüftete Scheibenbremsen | innenbelüftete, gelochte Scheibenbremsen                                                                                     | innenbelüftete, gelochte Scheibenbremsen                                             |
| Radaufhängung vorn:             | Einzelradaufhängung an Querlenkern und Dämpferbeinen | Einzelradaufhängung an Querlenkern und Dämpferbeinen                                                                         | Einzelradaufhängung an Querlenkern und Dämpferbeinen                                 |
| Radaufhängung hinten:           | Einzelradaufhängung an Schräglenkern | Einzelradaufhängung an Schräglenkern                                                                                         | Einzelradaufhängung an Schräglenkern                                                 |
| Federung vorn:                  | längsliegende Torsionsfederstäbe | längsliegende Torsionsfederstäbe                                                                                             | längsliegende Torsionsfederstäbe                                                     |
| Federung hinten:                | querliegende Torsionsfederstäbe | querliegende Torsionsfederstäbe                                                                                              | querliegende Torsionsfederstäbe                                                      |
| Karosserie:                     | Selbsttragende Stahl-Karosserie mit feststehendem Heckflügel | Selbsttragende Stahl-Karosserie mit feststehendem Heckflügel                                                                 | Selbsttragende Stahl-Karosserie mit feststehendem Heckflügel                         |
| Spurweite vorn/hinten:          | 1432/1501 mm | 1432/1501 mm | 1432/1501 mm                                                                         |
| Radstand:                       | 2272 mm | 2272 mm | 2272 mm                                                                              |
| Reifen/Felgen:                  | VA: 185/70 VR 15 auf 7J × 15 HA: 215/60 VR 15 auf 8J × 15 ab 1976: VA: 205/50 VR 15 auf 7J × 15 HA: 225/50 VR 15 auf 8J × 15 ab 1977: VA: 205/55 VR 16 auf 7J × 16 HA: 225/50 VR 16 auf 8J × 16 | VA: 205/55 VR 16 auf 7J × 16 HA: 225/50 VR 16 auf 8J × 16 ab 1985: VA: 205/55 VR 16 auf 7J × 16 HA: 245/45 VR 16 auf 9J × 16 | VA: 205/55 VR 16 auf 7J × 16 HA: 245/45 VR 16 auf 9J × 16                            |
| Maße L × B × H:                 | 4291 × 1775 × 1320 mm | 4291 × 1775 × 1320 mm | 4291 × 1775 × 1320 mm                                                                |
| Leergewicht:                    | 1195 kg | 1335 kg | 1335 kg                                                                              |
| Höchstgeschwindigkeit:          | 250 km/h | 260 km/h | 270 km/h                                                                             |
| Beschleunigung 0–100 km/h:      | 5,5 s | 5,2 s | 4,9 s                                                                                |
| Kraftstoffverbrauch auf 100 km: | 20,0 l | 20,0 l | 20,0 l                                                                               |

1 WLS steht für Werksleistungssteigerung
In den USA, Kanada und Japan hatte der 3-Liter-Turbo nur eine Leistung von 180 kW (245 PS) und der 3,3-Liter-Turbo eine reduzierte Leistung von zunächst 195 kW (265 PS) und ab 1986 von 207 kW (282 PS).

## Fahrleistungen
1975 bzw. 1978 bzw. 1989 wurden in Tests von auto motor und sport folgende Werte gemessen:
|                       | Turbo 3.0 | Turbo 3.3  | Turbo 3.3 5-Gang |
| --------------------- | --------- | ---------- | ---------------- |
| 0–60 km/h             | 2,6 s     | 2,8 s      | 2,6 s            |
| 0–80 km/h             | 3,6 s     | 3,9 s      | 3,9 s            |
| 0–100 km/h            | 5,2 s     | 5,4 s      | 5,2 s            |
| 0–120 km/h            | 7,0 s     | 7,1 s      | 7,0 s            |
| 0–140 km/h            | 8,8 s     | 9,2 s      | 9,4 s            |
| 0–160 km/h            | 11,8 s    | 12,0 s     | 12,0 s           |
| 0–180 km/h            | 15,0 s    | 15,1 s     | 15,9 s           |
| 0–200 km/h            | 19,8 s    | 19,7 s     | 20,4 s           |
| 1 km mit steh. Start  | 24,4 s    | 24,4 s     | 24,6 s           |
| Höchstgeschwindigkeit | 250 km/h  | 260,9 km/h | 260 km/h         |

In 1975 bzw. 1978 durchgeführten Tests des US-Automobilmagazins Car and Driver brauchten Turbo 3.0 bzw. Turbo 3.3 für 0-60 Meilen pro Stunde (97 km/h) nur 4,9 Sekunden, womit sie gemeinsam die Rangliste der schnellsten getesteten Autos der 1970er des Magazins anführen.

## Stückzahlen
Der Porsche 930 wurde in folgenden Stückzahlen pro Modelljahr produziert.
| Baujahr (Modelljahr)                         | 1974 | 1975 | 1976 | 1977 | 1978 | 1979 | 1980 | 1981 | 1982 | 1983 | 1984 | 1985 | 1986 | 1987 | 1988 |
| -------------------------------------------- | ---- | ---- | ---- | ---- | ---- | ---- | ---- | ---- | ---- | ---- | ---- | ---- | ---- | ---- | ---- |
| 911 Turbo 3.0                                | 274  | 654  | 685  |      |      |      |      |      |      |      |      |      |      |      |      |
| 911 Turbo 3.0 (USA, Kanada, Japan)           |      | 520  | 717  |      |      |      |      |      |      |      |      |      |      |      |      |
| 911 Turbo 3.3 Coupé                          |      |      |      | 725  | 810  | 830  | 688  | 888  | 955  | 744  | 1003 | 1098 | 660  | 617  | 797  |
| 911 Turbo 3.3 Coupé (USA, Kanada, Japan)     |      |      |      | 500  | 1212 |      | 53   | 39   | 6    | 17   | 25   | 1392 | 1545 | 641  | 579  |
| 911 Turbo 3.3 Targa                          |      |      |      |      |      |      |      |      |      |      |      |      | 9    | 76   | 55   |
| 911 Turbo 3.3 Targa (USA, Kanada, Japan)     |      |      |      |      |      |      |      |      |      |      |      |      | 27   | 81   | 49   |
| 911 Turbo 3.3 Cabriolet                      |      |      |      |      |      |      |      |      |      |      |      |      | 82   | 182  | 184  |
| 911 Turbo 3.3 Cabriolet (USA, Kanada, Japan) |      |      |      |      |      |      |      |      |      |      |      |      | 123  | 531  | 540  |

Quelle: Jürgen Barth, Gustav Büsing: Das große Buch der Porsche-Typen. Modelle mit Heckmotor. Motorbuch Verlag, Stuttgart 2010, S. 288 bis S. 297

## Motorsport
Obwohl der Porsche 930 im Gegensatz zu den Rennsportmodellen 934 und 935 nicht speziell für den Motorsport konstruiert wurde, setzten ihn private Rennteams zwischen 1977 und 1984 bei einigen Rennen in der Sportwagen-Weltmeisterschaft ein. Dort starteten die Fahrzeuge in der Gruppe GT und in den Jahren 1983 und 1984 in der Gruppe B auch beim 24-Stunden-Rennen von Le Mans. Dort erreichte der 930 als beste Platzierung 1983 den elften Platz in der Gesamtwertung und den Klassensieg in der Gruppe B.
Als beste Platzierung bei der Sportwagen-Weltmeisterschaft wurde der Wagen beim 1000-km-Rennen auf dem Nürburgring 1983 vom Team Edgar Dören auf den siebten Platz in der Gesamtwertung und zum Klassensieg der Gruppe B gefahren.

### 911 Turbo 3.3 Gruppe B (ab 1982)
Der Gruppe-B-930 hatte eine Motorleistung von 269 kW (365 PS), die durch eine geringfügig angehobene Verdichtung, eine andere Nockenwelle und eine Erhöhung des Turboladerdrucks erreicht wurde. Um den Wagen mit diesen Änderungen im Rennbetrieb über 24 Stunden ohne Motorüberhitzung betreiben zu können, baute Porsche einen größeren Ladeluft- und Ölkühler in das Fahrzeug ein. Darüber hinaus hatten die Fahrzeuge eine spezielle Bereifung mit vorne 9,5J × 16 und hinten 11J × 16 breiten Felgen. Für die Motor- und Fahrwerksänderungen mussten die Teams rund 28.000 DM zusätzlich zum Wagenpreis investieren.

### Die Ergebnisse 1977 bis 1984
1977

| Sportwagen-Weltmeisterschaft 1977  | Sportwagen-Weltmeisterschaft 1977 | Sportwagen-Weltmeisterschaft 1977 | Sportwagen-Weltmeisterschaft 1977 | Sportwagen-Weltmeisterschaft 1977 | Sportwagen-Weltmeisterschaft 1977 |
| Rennen                             | Rennen                            | Rennen                            | Rennen                            | Rennen                            | Rennen                            |
| Pos.                               | Nr.                               | Team                              | Fahrer                            | Chassistyp                        | Motortyp                          |
| ---------------------------------- | --------------------------------- | --------------------------------- | --------------------------------- | --------------------------------- | --------------------------------- |
| 1000-km-Rennen auf dem Nürburgring |                                   |                                   |                                   |                                   |                                   |
| 16                                 | 34                                | Franz-Josef Rieder                | Franz-Josef Rieder Horst Hoier    | 930                               | 3,0 l                             |

1980

| Sportwagen-Weltmeisterschaft 1980  | Sportwagen-Weltmeisterschaft 1980 | Sportwagen-Weltmeisterschaft 1980 | Sportwagen-Weltmeisterschaft 1980                  | Sportwagen-Weltmeisterschaft 1980 | Sportwagen-Weltmeisterschaft 1980 |
| Rennen                             | Rennen                            | Rennen                            | Rennen                                             | Rennen                            | Rennen                            |
| Pos.                               | Nr.                               | Team                              | Fahrer                                             | Chassistyp                        | Motortyp                          |
| ---------------------------------- | --------------------------------- | --------------------------------- | -------------------------------------------------- | --------------------------------- | --------------------------------- |
| 1000-km-Rennen auf dem Nürburgring |                                   |                                   |                                                    |                                   |                                   |
| 22                                 | 78                                | Norddeutscher Automobilclub e. V. | Matthias Lörper Karl-Josef Römer Joachim Oppermann | 930                               | 3,0 l                             |

1981

| Sportwagen-Weltmeisterschaft 1981  | Sportwagen-Weltmeisterschaft 1981 | Sportwagen-Weltmeisterschaft 1981 | Sportwagen-Weltmeisterschaft 1981      | Sportwagen-Weltmeisterschaft 1981 | Sportwagen-Weltmeisterschaft 1981 |
| Rennen                             | Rennen                            | Rennen                            | Rennen                                 | Rennen                            | Rennen                            |
| Pos.                               | Nr.                               | Team                              | Fahrer                                 | Chassistyp                        | Motortyp                          |
| ---------------------------------- | --------------------------------- | --------------------------------- | -------------------------------------- | --------------------------------- | --------------------------------- |
| 1000-km-Rennen auf dem Nürburgring |                                   |                                   |                                        |                                   |                                   |
| 34                                 | 40                                | Kannacher GT Racing               | Franz-Richard Friebel Karl-Josef Römer | 930                               | 3,0 l                             |
| 43                                 | 39                                | Mayen Automobil Club              | Armin Siefener Bernd Schiller          | 930                               | 3,0 l                             |

1982

| Sportwagen-Weltmeisterschaft 1982    | Sportwagen-Weltmeisterschaft 1982 | Sportwagen-Weltmeisterschaft 1982 | Sportwagen-Weltmeisterschaft 1982                      | Sportwagen-Weltmeisterschaft 1982 | Sportwagen-Weltmeisterschaft 1982 |
| Rennen                               | Rennen                            | Rennen                            | Rennen                                                 | Rennen                            | Rennen                            |
| Pos.                                 | Nr.                               | Team                              | Fahrer                                                 | Chassistyp                        | Motortyp                          |
| ------------------------------------ | --------------------------------- | --------------------------------- | ------------------------------------------------------ | --------------------------------- | --------------------------------- |
| 1000-km-Rennen auf dem Nürburgring   |                                   |                                   |                                                        |                                   |                                   |
| 9                                    | 38                                | Müllerbräu Team                   | Fritz Müller Georg Memminger                           | 930                               | 3,3 l                             |
| 19                                   | 82                                | Kannacher GT Racing               | Matthias Lörper Franz-Richard Friebel Karl-Josef Römer | 930                               | 3,0 l                             |
| 23                                   | 81                                | Kannacher GT Racing               | Klaus Drees Horst Hoier                                | 930                               | 3,0 l                             |
| 1000-km-Rennen von Spa-Francorchamps |                                   |                                   |                                                        |                                   |                                   |
| 20                                   | 95                                | Müllerbräu Team                   | Georg Memminger Fritz Müller                           | 930                               | 3,3 l                             |
| 1000-km-Rennen von Mugello           |                                   |                                   |                                                        |                                   |                                   |
| 12                                   | 25                                | Müllerbräu Team                   | Fritz Müller Georg Memminger                           | 930                               | 3,3 l                             |

1983

| Sportwagen-Weltmeisterschaft 1983    | Sportwagen-Weltmeisterschaft 1983 | Sportwagen-Weltmeisterschaft 1983 | Sportwagen-Weltmeisterschaft 1983                  | Sportwagen-Weltmeisterschaft 1983 | Sportwagen-Weltmeisterschaft 1983 |
| Rennen                               | Rennen                            | Rennen                            | Rennen                                             | Rennen                            | Rennen                            |
| Pos.                                 | Nr.                               | Team                              | Fahrer                                             | Chassistyp                        | Motortyp                          |
| ------------------------------------ | --------------------------------- | --------------------------------- | -------------------------------------------------- | --------------------------------- | --------------------------------- |
| 1000-km-Rennen von Monza             |                                   |                                   |                                                    |                                   |                                   |
| 12                                   | 83                                | Georg Memminger                   | Heinz Kuhn-Weiss Georg Memminger                   | 930                               | 3,3 l                             |
| 13                                   | 85                                | Equipe Alméras Fréres             | Jean-Marie Alméras Roland Biancone Jacques Guillot | 930                               | 3,3 l                             |
| 1000-km-Rennen von Silverstone       |                                   |                                   |                                                    |                                   |                                   |
| 13                                   | 93                                | Charles Ivey Racing               | John Cooper Paul Smith David Ovey                  | 930                               | 3,3 l                             |
| 14                                   | 92                                | Georg Memminger                   | Heinz Kuhn-Weiss Georg Memminger                   | 930                               | 3,3 l                             |
| 15                                   | 98                                | Bernd Schiller                    | Günter Steckkönig Bernd Schiller                   | 930                               | 3,3 l                             |
| 1000-km-Rennen auf dem Nürburgring   |                                   |                                   |                                                    |                                   |                                   |
| 7                                    | 106                               | Edgar Dören                       | Edgar Dören Helmut Gall Jürgen Hamelmann           | 930                               | 3,3 l                             |
| 10                                   | 92                                | Georg Memminger                   | Heinz Kuhn-Weiss Georg Memminger                   | 930                               | 3,3 l                             |
| 17                                   | 108                               | Peter Reuter                      | Peter Reuter Franz-Richard Friebel Peter-Hans Duge | 930                               | 3,3 l                             |
| 24-Stunden-Rennen von Le Mans        |                                   |                                   |                                                    |                                   |                                   |
| 11                                   | 93                                | Charles Ivey Racing               | John Cooper Paul Smith David Ovey                  | 930                               | 3,3 l                             |
| 13                                   | 92                                | Georg Memminger                   | Heinz Kuhn-Weiss Georg Memminger Fritz Müller      | 930                               | 3,3 l                             |
| 15                                   | 95                                | Equipe Alméras Fréres             | Jean-Marie Alméras Jacques Alméras Jacques Guillot | 930                               | 3,3 l                             |
| 20                                   | 96                                | Michel Lateste                    | Michel Lateste Raymond Touroul Michel Bienvault    | 930                               | 3,3 l                             |
| 1000-km-Rennen von Spa-Francorchamps |                                   |                                   |                                                    |                                   |                                   |
| 13                                   | 93                                | Charles Ivey Racing               | John Cooper Paul Smith David Ovey                  | 930                               | 3,3 l                             |
| 15                                   | 91                                | Edgar Dören                       | Jürgen Hamelmann Alain Yvon                        | 930                               | 3,3 l                             |
| 16                                   | 98                                | Peter Reuter                      | Peter Reuter Anton Hüweller Bruno Beilcke          | 930                               | 3,3 l                             |
| 1000-km-Rennen von Kyalami           |                                   |                                   |                                                    |                                   |                                   |
| 9                                    | 74                                | Strandell Racing                  | Thomas Wiren Kenneth Leim                          | 930                               | 3,3 l                             |
| 10                                   | 76                                | Charles Ivey Racing               | John Cooper Giorgio Cavalieri David Ovey           | 930                               | 3,3 l                             |
| 11                                   | 73                                | Bernd Schiller                    | Wolfgang Braun Charles Brittz                      | 930                               | 3,3 l                             |

1984

| Sportwagen-Weltmeisterschaft 1984    | Sportwagen-Weltmeisterschaft 1984 | Sportwagen-Weltmeisterschaft 1984 | Sportwagen-Weltmeisterschaft 1984                       | Sportwagen-Weltmeisterschaft 1984 | Sportwagen-Weltmeisterschaft 1984 |
| Rennen                               | Rennen                            | Rennen                            | Rennen                                                  | Rennen                            | Rennen                            |
| Pos.                                 | Nr.                               | Team                              | Fahrer                                                  | Chassistyp                        | Motortyp                          |
| ------------------------------------ | --------------------------------- | --------------------------------- | ------------------------------------------------------- | --------------------------------- | --------------------------------- |
| 1000-km-Rennen von Monza             |                                   |                                   |                                                         |                                   |                                   |
| 13                                   | 117                               | Strandell Racing                  | Kenneth Leim Thomas Wiren                               | 930                               | 3,3 l                             |
| 14                                   | 114                               | Michel Lateste                    | Michel Lateste Michel Bienvault                         | 930                               | 3,3 l                             |
| 24-Stunden-Rennen von Le Mans        |                                   |                                   |                                                         |                                   |                                   |
| 16                                   | 106                               | Claude Haldi                      | Claude Haldi Altfrid Heger Jean Krucker                 | 930                               | 3,3 l                             |
| 18                                   | 123                               | Equipe Alméras Fréres             | Jean-Marie Alméras Jacques Alméras Tom Winters          | 930                               | 3,3 l                             |
| 1000-km-Rennen auf dem Nürburgring   |                                   |                                   |                                                         |                                   |                                   |
| 22                                   | 113                               | Strandell Motors                  | Kenneth Leim Götz von Tschirnhaus                       | 930                               | 3,3 l                             |
| 25                                   | 113                               | Bernd Schiller                    | Claude Haldi Roy Baker Wolfgang Braun                   | 930                               | 3,3 l                             |
| 1000-km-Rennen von Spa-Francorchamps |                                   |                                   |                                                         |                                   |                                   |
| 16                                   | 119                               | Bernard Carlier                   | Bernard Carlier Francois-Xavier Boucher Marc Vensterman | 930                               | 3,3 l                             |